# Mother Earth (Avalanch)
Mother Earth è il sesto album in studio del gruppo power metal spagnolo Avalanch, pubblicato nel 2005. Il disco è la versione in inglese di Los poetas han muerto.

## Tracce
1. Lucero – 5:03
2. One Hundred Times – 6:54
3. Come to My Arms – 7:57
4. No More Damage – 4:46
5. Dawn – 3:08
6. Old Fortress – 5:36
7. Heaven and Earth – 8:29
8. Just One More Song – 5:18
9. Mother Earth – 8:29
10. Echoes of a Life – 5:27
11. Where the Streets Have No Name (U2 cover) – 5:33